# Championnats du monde de course en ligne de canoë-kayak de 2022
Navigation
Édition précédente Édition suivante
Les Championnats du monde de course en ligne de canoë-kayak de 2022, quarante-septième édition des championnats du monde de course en ligne de canoë-kayak, ont lieu du 3 au 7 août 2022 à Dartmouth, au Canada.

## Médaillés

### Hommes

#### Canoë
| Épreuve     | Or                                                          | Or             | Argent                                                                    | Argent         | Bronze                                                                | Bronze         |
| ----------- | ----------------------------------------------------------- | -------------- | ------------------------------------------------------------------------- | -------------- | --------------------------------------------------------------------- | -------------- |
| C–1 200 m   | Oleksii Koliadych (POL)                                     | 39 s 25        | Nico Pickert (GER)                                                        | 39 s 35        | Viktor Stepanov (KAZ)                                                 | 39 s 44        |
| C–1 500 m   | Isaquias Queiroz (BRA)                                      | 1 min 54 s 49  | Cătălin Chirilă (ROU)                                                     | 1 min 56 s 51  | Martin Fuksa (CZE)                                                    | 1 min 56 s 79  |
| C–1 1 000 m | Cătălin Chirilă (ROU)                                       | 4 min 14 s 28  | Isaquias Queiroz (BRA)                                                    | 4 min 15 s 80  | Martin Fuksa (CZE)                                                    | 4 min 16 s 21  |
| C–1 5 000 m | Serghei Tarnovschi (MDA)                                    | 23 min 37 s 85 | Serguey Torres (CUB)                                                      | 23 min 37 s 94 | Sebastian Brendel (GER)                                               | 23 min 55 s 18 |
| C–2 500 m   | Espagne Cayetano García Pablo Martínez                      | 1 min 46 s 32  | Pologne Wiktor Głazunow Tomasz Barniak                                    | 1 min 46 s 81  | Chine Liu Hao Ji Bowen                                                | 1 min 46 s 90  |
| C–2 1 000 m | Allemagne Sebastian Brendel Tim Hecker                      | 3 min 54 s 91  | Chine Liu Hao Ji Bowen                                                    | 3 min 55 s 34  | Canada Craig Spence Bret Himmelman                                    | 4 min 06 s 14  |
| C–4 500 m   | Espagne Joan Moreno Pablo Graña Manuel Fontán Adrián Sieiro | 1 min 39 s 42  | Pologne Aleksander Kitewski Arsen Śliwiński Wiktor Głazunow Norman Zezula | 1 min 39 s 91  | Ukraine Vitaliy Vergeles Andrii Rybachok Yurii Vandiuk Taras Mishchuk | 1 min 40 s 52  |

#### Kayak
| Épreuve     | Or                                                                | Or             | Argent                                                         | Argent         | Bronze                                                          | Bronze         |
| ----------- | ----------------------------------------------------------------- | -------------- | -------------------------------------------------------------- | -------------- | --------------------------------------------------------------- | -------------- |
| K–1 200 m   | Carlos Arévalo (ESP)                                              | 36 s 43        | Petter Menning (SWE)                                           | 36 s 71        | Kolos Csizmadia (HUN)                                           | 36 s 82        |
| K–1 500 m   | Josef Dostál (CZE)                                                | 1 min 42 s 45  | Jean van der Westhuyzen (AUS)                                  | 1 min 43 s 57  | Fernando Pimenta (POR)                                          | 1 min 44 s 06  |
| K–1 1 000 m | Bálint Kopasz (HUN)                                               | 3 min 38 s 93  | Fernando Pimenta (POR)                                         | 3 min 38 s 98  | Jacob Schopf (GER)                                              | 3 min 40 s 27  |
| K–1 5 000 m | Joakim Lindberg (SWE)                                             | 21 min 34 s 26 | Tamás Grossmann (GER)                                          | 21 min 51 s 39 | Francisco Cubelos (ESP)                                         | 21 min 54 s 46 |
| K–2 500 m   | Hongrie Bence Nádas Bálint Kopasz                                 | 1 min 34 s 98  | Lituanie Mindaugas Maldonis Andrejus Olijnikas                 | 1 min 35 s 56  | Australie Jean van der Westhuyzen Thomas Green                  | 1 min 35 s 85  |
| K–2 1000 m  | Allemagne Martin Hiller Tamás Grossmann                           | 3 min 32 s 47  | Italie Samuele Burgo Andrea Schera                             | 3 min 36 s 82  | Hongrie Bálint Noé Tamás Kulifai                                | 3 min 37 s 77  |
| K–4 500 m   | Espagne Saúl Craviotto Carlos Arévalo Marcus Walz Rodrigo Germade | 1 min 20 s 83  | Allemagne Max Rendschmidt Tom Liebscher Jacob Schopf Max Lemke | 1 min 21 s 27  | Ukraine Oleh Kukharyk Dmytro Danylenko Ihor Trunov Ivan Semykin | 1 min 21 s 38  |

### Femmes

#### Canoë
| Épreuve    | Or                                                              | Or             | Argent                                                                               | Argent         | Bronze                                                      | Bronze         |
| ---------- | --------------------------------------------------------------- | -------------- | ------------------------------------------------------------------------------------ | -------------- | ----------------------------------------------------------- | -------------- |
| C–1 200 m  | Nevin Harrison (USA)                                            | 49 s 87        | María Corbera (ESP)                                                                  | 50 s 54        | Lin Wenjun (CHN)                                            | 50 s 55        |
| C–1 500 m  | Liudmyla Luzan (UKR)                                            | 2 min 22 s 34  | Sophia Jensen (CAN)                                                                  | 2 min 23 s 21  | María Mailliard (CHI)                                       | 2 min 24 s 43  |
| C–1 1000 m | Liudmyla Luzan (UKR)                                            | 4 min 47 s 90  | María Mailliard (CHI)                                                                | 4 min 50 s 02  | Annika Loske (GER)                                          | 4 min 51 s 46  |
| C–1 5000 m | Katie Vincent (CAN)                                             | 27 min 50 s 88 | Annika Loske (GER)                                                                   | 27 min 55 s 52 | María Corbera (ESP)                                         | 28 min 02 s 52 |
| C–2 200 m  | Cuba Yarisleidis Cirilo Katherin Nuevo                          | 45 s 09        | Chine Lin Wenjun Shuai Changwen                                                      | 45 s 24        | Hongrie Giada Bragato Bianka Nagy                           | 47 s 59        |
| C–2 500 m  | Chine Xu Shixiao Sun Mengya                                     | 2 min 01 s 26  | Ukraine Liudmyla Luzan Anastasiia Chetverikova                                       | 2 min 03 s 32  | Hongrie Giada Bragato Bianka Nagy                           | 2 min 04 s 70  |
| C–4 500 m  | Canada Sophia Jensen Sloan MacKenzie Katie Vincent Julia Osende | 1 min 56 s 14  | Pologne Sylwia Szczerbińska Aleksandra Jacewicz Katarzyna Szperkiewicz Julia Walczak | 1 min 56 s 31  | Hongrie Giada Bragato Virág Balla Kincső Takács Bianka Nagy | 1 min 57 s 39  |

#### Kayak
| Épreuve    | Or                                                                | Or             | Argent                                                             | Argent         | Bronze                                                                  | Bronze         |
| ---------- | ----------------------------------------------------------------- | -------------- | ------------------------------------------------------------------ | -------------- | ----------------------------------------------------------------------- | -------------- |
| K–1 200 m  | Lisa Carrington (NZL)                                             | 41 s 94        | Anja Osterman (SVN)                                                | 42 s 94        | Anna Lucz (HUN)                                                         | 43 s 09        |
| K–1 500 m  | Lisa Carrington (NZL)                                             | 1 min 58 s 69  | Anamaria Govorčinović (CRO)                                        | 1 min 59 s 97  | Jule Hake (GER)                                                         | 2 min 00 s 30  |
| K–1 1000 m | Alyssa Bull (AUS)                                                 | 4 min 27 s 65  | Eszter Rendessy (HUN)                                              | 4 min 28 s 97  | Anamaria Govorčinović (CRO)                                             | 4 min 33 s 62  |
| K–1 5000 m | Emese Kőhalmi (HUN)                                               | 23 min 56 s 44 | Jule Hake (GER)                                                    | 24 min 00 s 17 | Jennifer Egan-Simmons (IRL) Sára Mihalik (FIN)                          | 24 min 41 s 51 |
| K–2 200 m  | Hongrie Blanka Kiss Anna Lucz                                     | 38 s 76        | Espagne Sara Ouzande María Teresa Portela                          | 38 s 96        | Canada Andréanne Langlois Toshka Hrebacka                               | 38 s 99        |
| K–2 500 m  | Pologne Karolina Naja Anna Puławska                               | 1 min 49 s 87  | Allemagne Paulina Paszek Jule Hake                                 | 1 min 50 s 28  | Belgique Hermien Peters Lize Broekx                                     | 1 min 52 s 64  |
| K–4 500 m  | Pologne Karolina Naja Anna Puławska Adrianna Kąkol Dominika Putto | 1 min 30 s 70  | Australie Ella Beere Alyssa Bull Alexandra Clarke Yale Steinepreis | 1 min 32 s 78  | Mexique Karina Alanís Isabel Romero Beatriz Briones Maricela Montemayor | 1 min 33 s 24  |

### Mixte
| Épreuve   | Or                                      | Or            | Argent                                   | Argent        | Bronze                                          | Bronze        |
| --------- | --------------------------------------- | ------------- | ---------------------------------------- | ------------- | ----------------------------------------------- | ------------- |
| C–2 500 m | Canada Connor Fitzpatrick Katie Vincent | 1 min 56 s 87 | Allemagne Sebastian Brendel Sophie Koch  | 1 min 58 s 84 | Pologne Aleksander Kitewski Sylwia Szczerbińska | 1 min 59 s 17 |
| K–2 500 m | Australie Alyssa Bull Jackson Collins   | 1 min 39 s 49 | Portugal Teresa Portela Fernando Pimenta | 1 min 39 s 79 | Allemagne Tobias Schultz Caroline Arft          | 1 min 39 s 81 |

### Canoë-kayak handisport
| Épreuve    | Or                       | Or            | Argent                         | Argent        | Bronze                      | Bronze        |
| ---------- | ------------------------ | ------------- | ------------------------------ | ------------- | --------------------------- | ------------- |
| Hommes KL1 | Péter Pál Kiss (HUN)     | 48 s 40       | Luis Cardoso da Silva (BRA)    | 49 s 14       | Rémy Boullé (FRA)           | 50 s 98       |
| Hommes KL2 | Mykola Syniuk (UKR)      | 42 s 97       | David Phillipson (GBR)         | 43 s 95       | Scott Martlew (NZL)         | 44 s 21       |
| Hommes KL3 | Juan Valle (ESP)         | 41 s 68       | Robert Oliver (GBR)            | 41 s 70       | Dylan Littlehales (AUS)     | 41 s 76       |
| Hommes VL1 | Benjamin Sainsbury (AUS) | 1 min 10 s 25 | Alessio Bedin (ITA)            | 1 min 12 s 54 | Robinson Mendez (CHI)       | 1 min 14 s 74 |
| Hommes VL2 | Igor Tofalini (BRA)      | 51 s 67       | Fernando Rufino de Paulo (BRA) | 52 s 00       | Norberto Mourão (POR)       | 53 s 26       |
| Hommes VL3 | Jack Eyers (GBR)         | 47 s 13       | Vladyslav Yepifanov (UKR)      | 47 s 29       | Khaytmurot Sherkuziev (UZB) | 47 s 92       |
| Femmes KL1 | Maryna Mazhula (UKR)     | 51 s 86       | Katherinne Wollermann (CHI)    | 52 s 32       | Brianna Hennessy (CAN)      | 52 s 89       |
| Femmes KL2 | Charlotte Henshaw (GBR)  | 47 s 60       | Emma Wiggs (GBR)               | 48 s 29       | Katalin Varga (HUN)         | 49 s 97       |
| Femmes KL3 | Laura Sugar (GBR)        | 46 s 48       | Nélia Barbosa (FRA)            | 46 s 84       | Felicia Laberer (GER)       | 46 s 93       |
| Femmes VL1 | Lillemor Köper (GER)     | 1 min 29 s 79 | Pooja Ojha (IND)               | 1 min 34 s 18 | Esther Bode (GER)           | 1 min 35 s 16 |
| Femmes VL2 | Emma Wiggs (GBR)         | 58 s 44       | Brianna Hennessy (CAN)         | 1 min 01 s 42 | Jeanette Chippington (GBR)  | 1 min 03 s 03 |
| Femmes VL3 | Charlotte Henshaw (GBR)  | 59 s 58       | Hope Gordon (GBR)              | 1 min 00 s 84 | Mari Santilli (BRA)         | 1 min 03 s 97 |